# 156 av. J.-C.
Cette page concerne l'année 156 av. J.-C. du calendrier julien proleptique.

## Événements
- 15 avril (15 mars 598 du calendrier romain) : début à Rome du consulat de Lucius Cornelius Lentulus Lupus et Caius Marcius Figulus (pour la seconde fois)[1].

- Caius Marcius mène la guerre contre les Dalmates. Il échoue à prendre Delminium[2].
- Orophernès de Cappadoce, battu, se réfugie auprès de Démétrios II Nicator. Ariarathe V est restauré sur son trône avec l’appui d'Attale II de Pergame[3].
- Sac du territoire de Priène par le roi de Cappadoce Ariarathe V, qui réclame 400 talents déposés dans le temple d’Athéna de cette ville par Orophernès. Priène fait appel à Rhodes, puis à Rome[3].
- Le roi de Bithynie Prusias II attaque Pergame. Il pille les sanctuaires situés à l’extérieur de la ville, comme le temple d'Athéna Nikephoros ou celui d'Asclepios[3]. Il est chassé par Attale II, qui envoie son frère Athénée en ambassade à Rome pour se plaindre, accompagné par le légat Lentulus. Le Sénat doute que Prusias soit l'agresseur, et dépêche Lucius Apuleius et Caius Petronius pour enquêter[4].

## Naissances
- Han Wudi, empereur Han de Chine.

## Décès
- Orophernès de Cappadoce.